# زمان استاندارد ژاپن

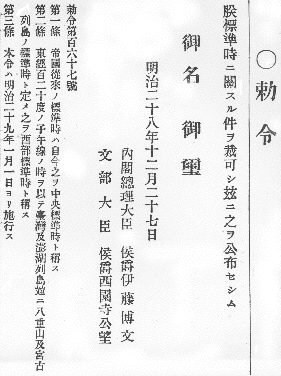
فرمان امپراتور در ۲۷ دسامبر ۱۸۹۵

زمان استاندار ژاپنیا (به اختصار JST) ((به ژاپنی: 日本標準時) Nihon Hyōjunji یا (به ژاپنی: 中央標準時) Chūō Hyōjunji) به منطقه زمانی استاندارد ژاپن گفته می‌شود که برابر با ۹ ساعت بعد از ساعت هماهنگ جهانی هست. تغییر ساعت تابستانی در این استاندارد استفاده نمی‌شود. این استاندارد در دوران جنگ جهانی دوم به عنوان زمان استاندارد توکیو شناخته می‌شد.